# Мирный (Оричевский район)
Мирный — посёлок городского типа в Оричевском районе Кировской области России. В посёлке расположен Марадыковский химический арсенал, объект по хранению и уничтожению химического оружия. Закрыт в 2015 году.
Статус посёлка городского типа с 1965 года.

## Население
| 1970  | 1979  | 1989  | 2002  | 2009  | 2010  | 2012  |
| ----- | ----- | ----- | ----- | ----- | ----- | ----- |
| 3250  | ↗3608 | ↗3929 | ↘3618 | ↘3582 | ↗3912 | ↗4444 |
| 2013  | 2014  | 2015  | 2016  | 2017  | 2018  | 2019  |
| ↘4298 | ↗4523 | ↘4411 | ↘4247 | ↗4414 | ↗4554 | ↘4379 |
| 2020  | 2021  |       |       |       |       |       |
| ↘4212 | ↘3257 |       |       |       |       |       |

## Транспорт
- Железнодорожная станция Марадыковский Горьковской железной дороги;
- Узкоколейная железная дорога Пищальского торфопредприятия. Колея 750 мм. Длина 35 км, эксплуатируется в настоящее время 35 км. Год открытия: 1963 год. Грузовое и пассажирское движение.

- Вагоны для перевозки торфа
- Пассажирский вагон
- Узкоколейный путь

## Предприятия
- Филиал ПАО «Железнодорожный путь» (Головной офис в г. Кирове) — производство и пропитка шпалы основного пути.

- Непропитанная шпала
- Установка пропитки
- Готовая продукция
- Готовая продукция

- Вяткаторф.